# One Houston Center
One Houston Center – wieżowiec znajdujący się w Houston w Stanach Zjednoczonych. 
Ma 207 metrów wysokości i 48 pięter. Daje mu to 13 miejsce wśród najwyższych budynków w Houston i miejsca poza pierwszą setką najwyższych gmachów w kraju. Został zaprojektowany przez: S.I. Morris Associates, 3D/International, Caudill Rowlett Scott. Wykorzystywany jest jako biurowiec. W latach 1978–1990 w lobby budynku znajdowało się The Museum of Art of the American West. 22 listopada 2005 roku Alain Robert, francuski "człowiek-pająk" został aresztowany podczas próby wspięcia się na budynek po jego ścianie.